# Lošinj
Lošinj (en italien, Lussino, en allemand, Lötzing) est une île croate située dans le nord de la mer Adriatique, dans la baie de Kvarner. Elle est située non loin de la ville de Rijeka dans le comitat de Primorje-Gorski Kotar.
Les localités présentes sur l'île sont Nerezine, Sveti Jakov, Ćunski, Artaturi, Mali Lošinj et Veli Lošinj. Une route régionale traverse l'île sur toute sa longueur et plusieurs ferries relient l'île aux localités continentales de Brestova, Porozina, Merag, Valbiska, Zadar, et  Pula. L'île est également équipée d'un aéroport.

## Géographie

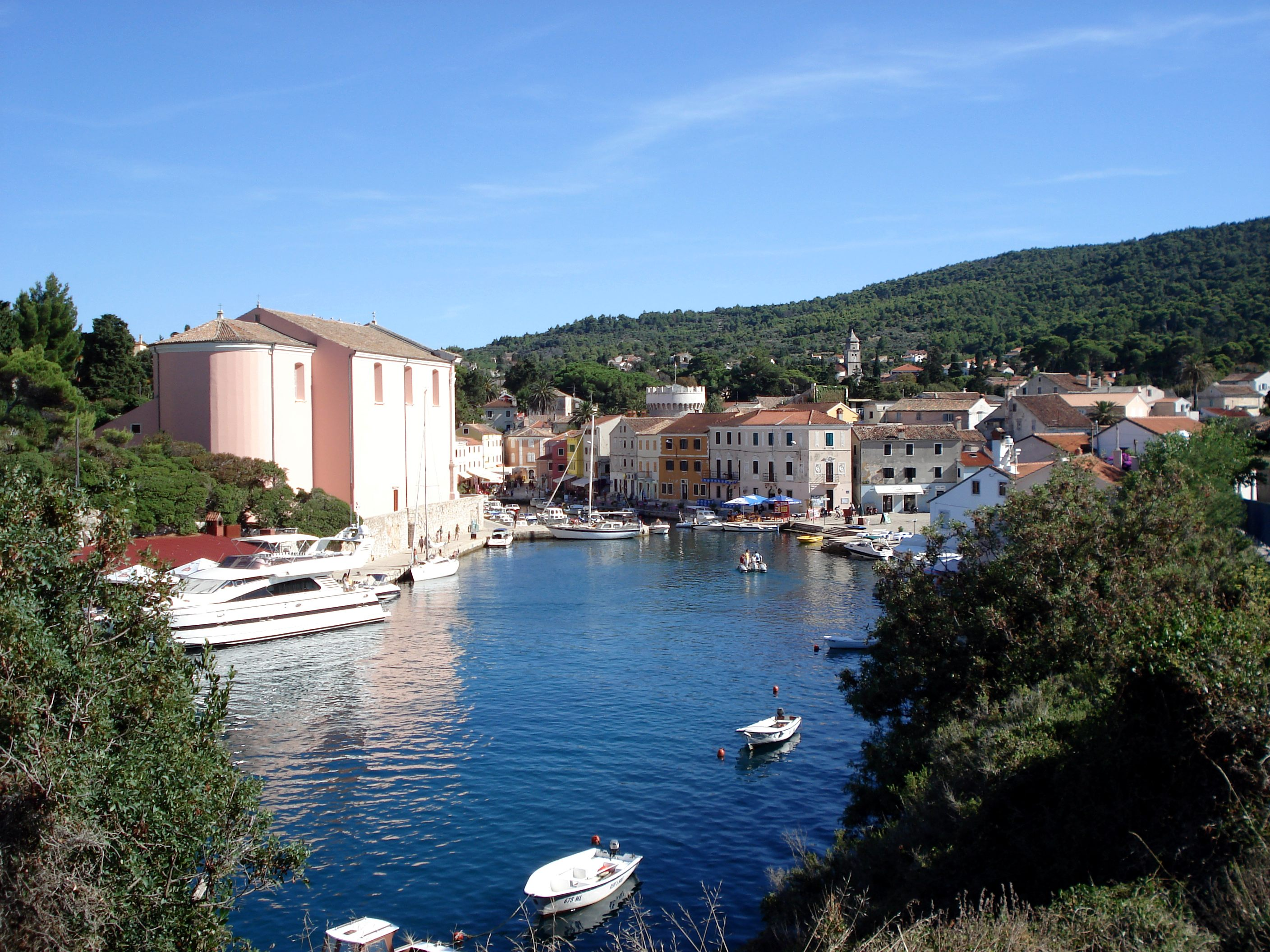
La vieille ville de Veli Lošinj.

Lošinj fait partie de l'archipel de Cres-Lošinj. Ce dernier englobe également les îles de Cres, Unije, Ilovik, Susak, Vele Srakane, Male Skrakane ainsi que de nombreuses petites îles inhabitées.  Cres est la plus grande île en superficie devant Lošinj. Un petit pont relie par ailleurs les deux îles au niveau de la localité d'Osor située sur Cres. Lošinj est la onzième île par superficie de la mer adriatique. Elle fait 33 km de long. Sa largeur varie de 4,75 km au nord à 0,25 km près de la localité de Mali Lošinj. La côte est longue de 112,7 km.
Avec son climat méditerranéen ensoleillé, Lošinj est une destination appréciée pour de nombreux touristes en provenance d'Allemagne, d'Italie et de Slovénie. La température estivale moyenne est de 24 °C et de 7 °C en hiver. Les sommets principaux de l'île sont le Televrin (aussi nommé Osoršćica) avec ses 588 m et le Sv. Nikola avec ses 557 m. Les villes de Nerezine et de Sveti Jakov sont situées à leurs bases. Ces montagnes font partie des Alpes dinariques. L'île est composée principalement de pierres sédimentaires calcaires et de dolomies. Des dépôts de sable sont présents sur le rivage occidental de la péninsule de Kurila.
La végétation est permanente toute l'année. On y trouve des myrtes, des chênes verts et des lauriers. Certaines zones sont également couvertes de forêts d'épineux comme près de Veli Lošinj et de Čikat.

## Histoire
La présence de l'homme sur l'île proche de Cres remonte à environ 12 000 ans. On pense donc que l'île de Lošinj était également habitée par des hommes durant cette période. Selon Ptolémée, les Romains donnaient à l'île le nom de Apsorrus. Les îles de Lošinj et de Cres étaient alors connues sous la dénomination d'Apsirtides. À plusieurs endroits, des ruines de villas romaines ont été découvertes (villae rusticae : Liski, Sveti Jakov et Studenčić près de Ćunski). Plusieurs petites églises érémitiques ont été préservées. Au Moyen Âge, Lošinj appartenait à la noblesse cléricale et séculaire d'Osor.  
La première trace de colons venus des terres continentales remonte à 1280. Les colons s'installèrent après un accord avec Osor. La colonie devint autonome en 1389. Le nom de Lošinj fut mentionné pour la première fois en 1384. Avec le déclin de la lignée des Osor vers le XVe siècle, les localités de Veli Lošinj et de Mali Lošinj devinrent plus importantes.
Aux XVIIIe et XIXe siècles, le commerce, la construction navale et la pêche se développèrent sur l'île. Après la chute de la République de Venise, Lošinj fut incorporée à l'empire d'Autriche-Hongrie, au Royaume d'Italie de Napoléon et encore à l'empire d'Autriche-Hongrie jusqu'à son démantèlement en 1918. Pendant la seconde guerre d'indépendance italienne, l'île avait été occupée temporairement par les franco-piémontais. L'île après 1918 a été italienne jusque 1943. En 1945, l'île entra avec la Croatie au sein de la fédération socialiste de Yougoslavie. Après la Seconde Guerre mondiale, la région a connu un exode massif des populations italiennes. Les relations entre les communautés croates et italiennes étaient en effet tendues à la suite des évènements qui s'étaient déroulés dans la région sous la gouvernance fasciste italienne d'entre deux guerres. En 1991, la Croatie déclara son indépendance à la suite d'un référendum.

## Personnages célèbres

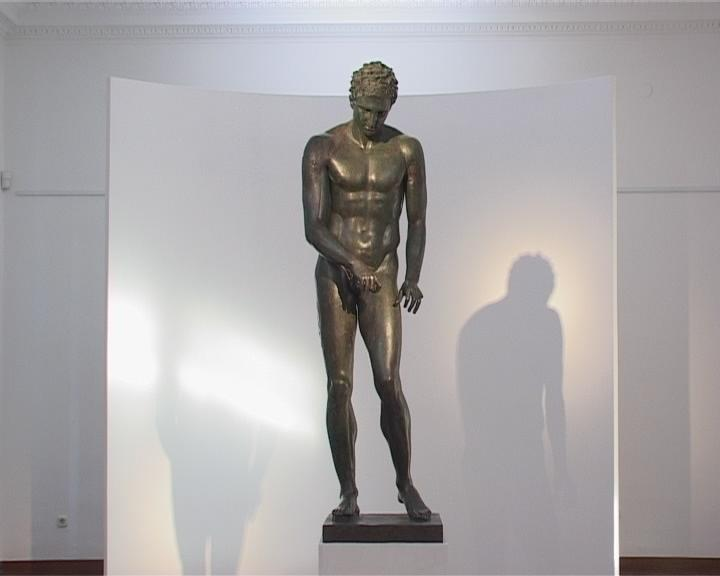
La statue en bronze d'Apoxyomène, découverte sous les eaux de l'Adriatique près de Vele Orjule en Croatie.

- Gaudentius d'Oser : né vers 1000[réf. nécessaire], présida le Diocèse d'Ossero (Osor) en tant qu'évêque en devenant le saint patron des îles. Une légende dit qu'il aurait chassé de l'île tous les serpents venimeux lorsqu'il se cacha de ses persécuteurs dans une grotte. Ses restes sont situés dans l'autel de l'église portant son nom à Osor.
- Agostino Straulino (né le 10 octobre 1914 à Mali Lošinj, mort le 14 décembre 2004 à Rome) était un célèbre sportif et navigateur Italien. Il remporta en navigation une médaille d'or aux jeux Olympiques de 1952 à Helsinki et une médaille d'argent aux jeux de 1956 à Melbourne. Il remporta également 8 championnats d'Europe consécutifs entre 1949 et 1956 ainsi que les championnats du monde de 1952 et 1953[6].

## Lieux et monuments
- L'Apoxyomène de Lošinj, statue en bronze qui remonte au Ier ou au IIe siècle av. J.-C., a été découvert dans les eaux de l'archipel de Lošinj, à proximité de l'île inhabitée de Vele Orjule. Il semblerait que la statue se trouvait sur un navire romain qui a coulé à cet endroit[7]. L'île était en effet située le long d'une route maritime fréquentée reliant le nord et le sud de la mer Adriatique. La statue représente un athlète nettoyant la sueur et les poussières de son corps avec un outil que les Grecs dénommaient strigile. Le type de l'apoxyomène a en premier lieu été réalisé par le sculpteur grec Lysippe au IVe siècle av. J.-C. La statue est conservée au Musée archéologique de Zagreb, alors que le musée de Lošinj est en cours de rénovation jusque 2009[8].

### Webographie
- Notice dans un dictionnaire ou une encyclopédie généraliste :   - Store norske leksikon
- Notices d'autorité :   - VIAF
  - BnF (données)
  - Tchéquie